# Het Balletorkest

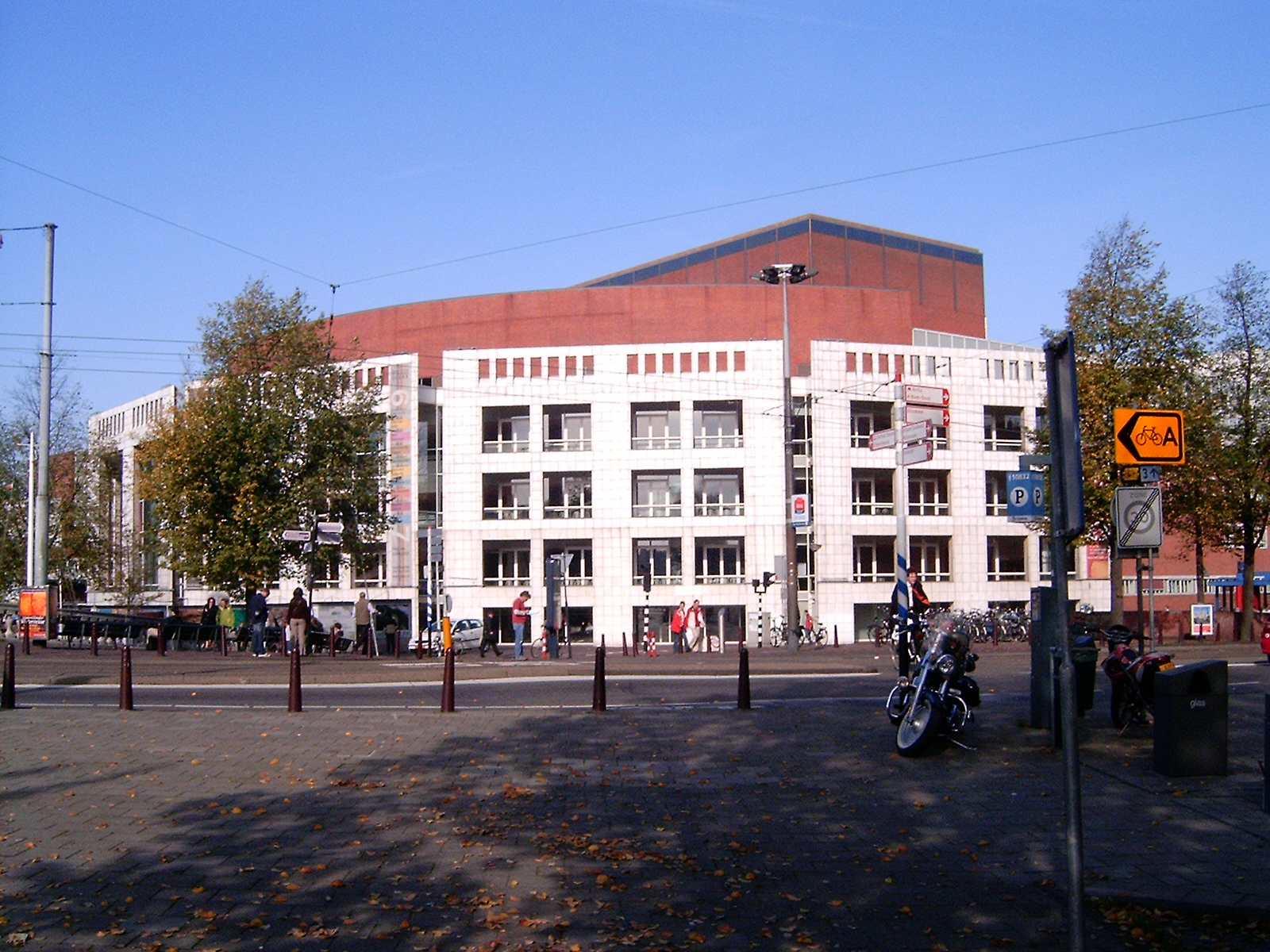
Stopera

Het Balletorkest (traduzione letterale, Orchestra Balletto) è un'orchestra sinfonica olandese, con sede ad Amsterdam, Paesi Bassi, affiliata all'Het Nationale Ballet e al Nederlands Dans Theater.

## Storia
Nel 1965 il Nederlands Balletorkest (Orchestra Balletto Olandese) fu istituito come orchestra residente per l'Het Nationale Ballet (Balletto Nazionale Olandese) e il Nederlands Dans Theater (Teatro di Danza dei Paesi Bassi). Tra i suoi direttori musicali ci sono stati Jan Stulen, Lucas Vis, Roelof van Driesten, Thierry Fischer e Jeppe Moulijn.
Il 1º gennaio 2002 il Nederlands Balletorkest assunse il nuovo nome di Holland Symfonia. L'orchestra aveva uffici amministrativi sia ad Haarlem che ad Amsterdam. La Holland Symfonia era stata fondata dopo la fusione dell'Orchestra del Balletto Nazionale Olandese e della Orchestra Filarmonica dell'Olanda del Nord.
L'orchestra teneva principalmente concerti sinfonici alla Philharmonie Haarlem e ha continuò come orchestra principale del Balletto Nazionale Olandese allo Stadhuis-Muziektheater di Amsterdam. L'orchestra accompagnava anche produzioni di tournée in varie città della Nederlandse Reisopera.
L'orchestra contava circa 120 musicisti regolari, ma a causa di importanti tagli ai sussidi, questo numero è stato ridotto a 45 nel 2013. Oltre ai concerti sinfonici nella sua città base di Amsterdam, l'orchestra si è esibita in diverse altre città olandesi come Alkmaar, Haarlem, Leiden e Hoorn. Ha anche collaborato a produzioni di balletto/danza in molte città.
Sotto il nome di ''Holland Symfonia'', Roy Goodman è stato direttore musicale dell'orchestra dal 2004 al 2006. Dal 2007 al 2012, Otto Tausk è stato direttore capo dell'orchestra.
Nel 2014, per volere del Ministro della Cultura olandese Jet Bussemaker, l'orchestra è stata ulteriormente ribattezzata Het Balletorkest, indicativo dei suoi compiti ridotti e del nuovo impegno principale badato sul balletto. Ora è principalmente l'orchestra del balletto per l'Opera e il Balletto Nazionale Olandese e il suo attuale direttore è Matthew Rowe, dal 2014. L'orchestra ha registrato commercialmente per l'etichetta Cobra, compreso il cd "Dutch Sessions".

## Direttori titolari
Nederlands Balletorkest:
- Jan Stulen (1970-1976)
- Lucas Vis (1976-1979)
- Roelof van Driesten (1986-1995)
- Thierry Fischer (1997-2001)
- Jeppe Moulijn (2001-2003)

Holland Symfonia:
- Roy Goodman (2004-2006)
- Otto Tausk (2007–2012)

Het Balletorkest:
- Matthew Rowe (2014–presente)